# Cung La Mã
Cung La Mã là một loại cung phức hợp được bộ binh La Mã sử dụng phổ biến trong suốt thời kì Đế quốc La Mã.Các học giả vẫn còn tranh cái về sự xuất hiện của nó.Có những học giả coi những cây cung có hình dạng và thành phần giống nhau tìm thấy phổ biến trên lãnh thổ cũ của người La Mã là một loại cung đặc trưng của họ,nhưng cũng có những học giả cho rằng chúng được du nhập từ các bộ lạc du mục phương Đông.

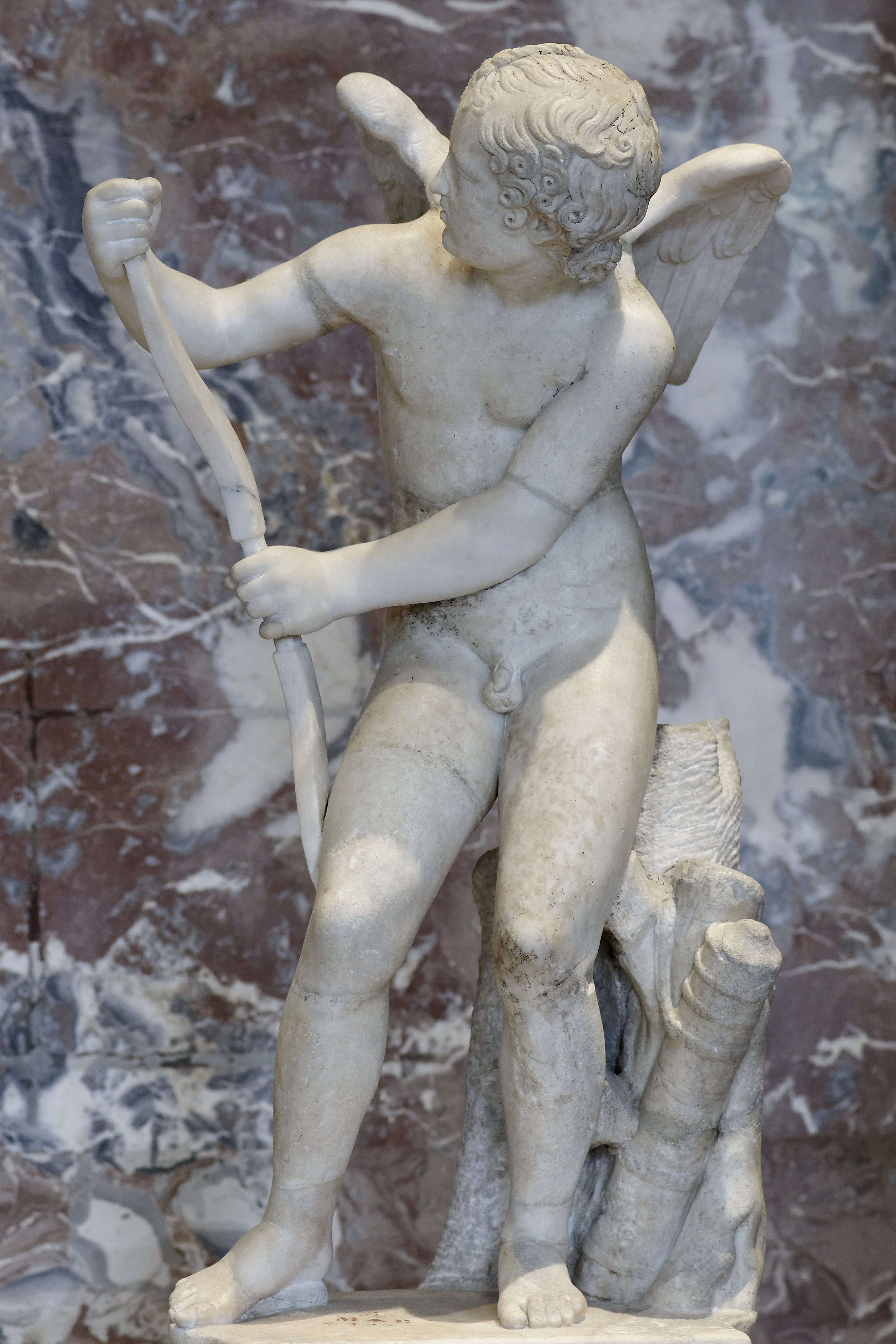
Tượng thần Eros cầm cung niên đại thế kỷ 2 TCN tìm thấy tại khu vực La Mã cổ,hiện đặt tại bảo tàng Louvre,Pháp

## Thành phần
Là cung phức hợp,thành phần của nó cơ bản bao gồm gỗ,da,sừng và gân.Tuy nhiên,các cây cung được tìm thấy có thành phần rất phức tạp và hiện nay vẫn không có nhà khoa học nào có thể khẳng định chính xác các thành phần người La Mã dùng để tạo ra nó.Tuy nhiên,thành phần chính của nó là gỗ và sừng hươu là một thành phần bắt buộc của cung.Chưa ai giải thích được công dụng của sừng hươu và việc xuất hiện của vật liệu này thay cho sừng trâu hay sừng dê-những loại sừng làm cung thông thường cũng gây ra những tranh luận.

## Những ghi chép thời Cổ
Có lẽ cuốn sách "Trong huấn luyện" viết về quân sự của Cato già là cuốn sách đầu tiên viết về các cung thủ La Mã nhưng nó đã hoàn toàn bị thất lạc. Cicero, trong các bức thư của mình, cũng nhắc đến các cung thủ La Mã trong các cuộc chiến ở châu Á. Cuốn sách "Chiến tranh Jugurtha" của Sallust là cuốn sách cổ nhất còn lại nói đến sự xuất hiện của các cung thủ La Mã trong các đội bổ trợ của Marius. Livius thì khẳng định kị binh và cung thủ xuất hiện khoảng cuối thế kỉ 4 TCN trong thời kì chiến tranh Samnite. Trong tác phẩm "Punica" (những cuộc chiến tranh Punic), Italicus mô tả những cung thủ La Mã tấn công các thành bang Tây Ban Nha trong thời gian giữa chiến tranh Punic lần 1 và lần 2.
Vai trò của cung thủ trong quân đội La Mã tăng lên đáng kể trong thời kì đế quốc, nhà sử học Cassius Dio kể rằng hoàng đế Trajan đã mang theo nhiều cung thủ và bộ binh nặng trong chiến dịch chinh phục châu Á của mình, Tacitus mô tả rằng:
| “ | Chiếc cung được thêm vào nhiều nơi trên lãnh thổ chúng ta, kể cả khu vực sông Rhein lẫn núi Amanus ở Syria. Những lợi thế nó mang lại đã được ghi lại trên những bản khắc cuối thời cộng hòa | ” |

Đến thế kỉ thứ 4, cung thủ đã chiếm 1/4 đến 1/3 tổng số quân đội như báo cáo của Vegetius. Lúc này, cung thủ đóng vai trò quan trọng trong quân đội và với tầm bắn tương đương với dây quăng nhưng sử dụng tiện lợi hơn rất nhiều, nó đã dần dần khiến dây quăng đá - một vũ khí mạnh thời Cổ đại - biến mất trên chiến trường. Các cung thủ thường luyện tập ở khoảng cách 600 pes La Mã (180 m), nhưng cây cung có thể mang những mũi tên đi tối đa 300 bước (450 m), tương đương tầm ném tối đa của dây quăng và những ballista cỡ nhỏ.